# Selene
För andra betydelser, se Selene (olika betydelser).

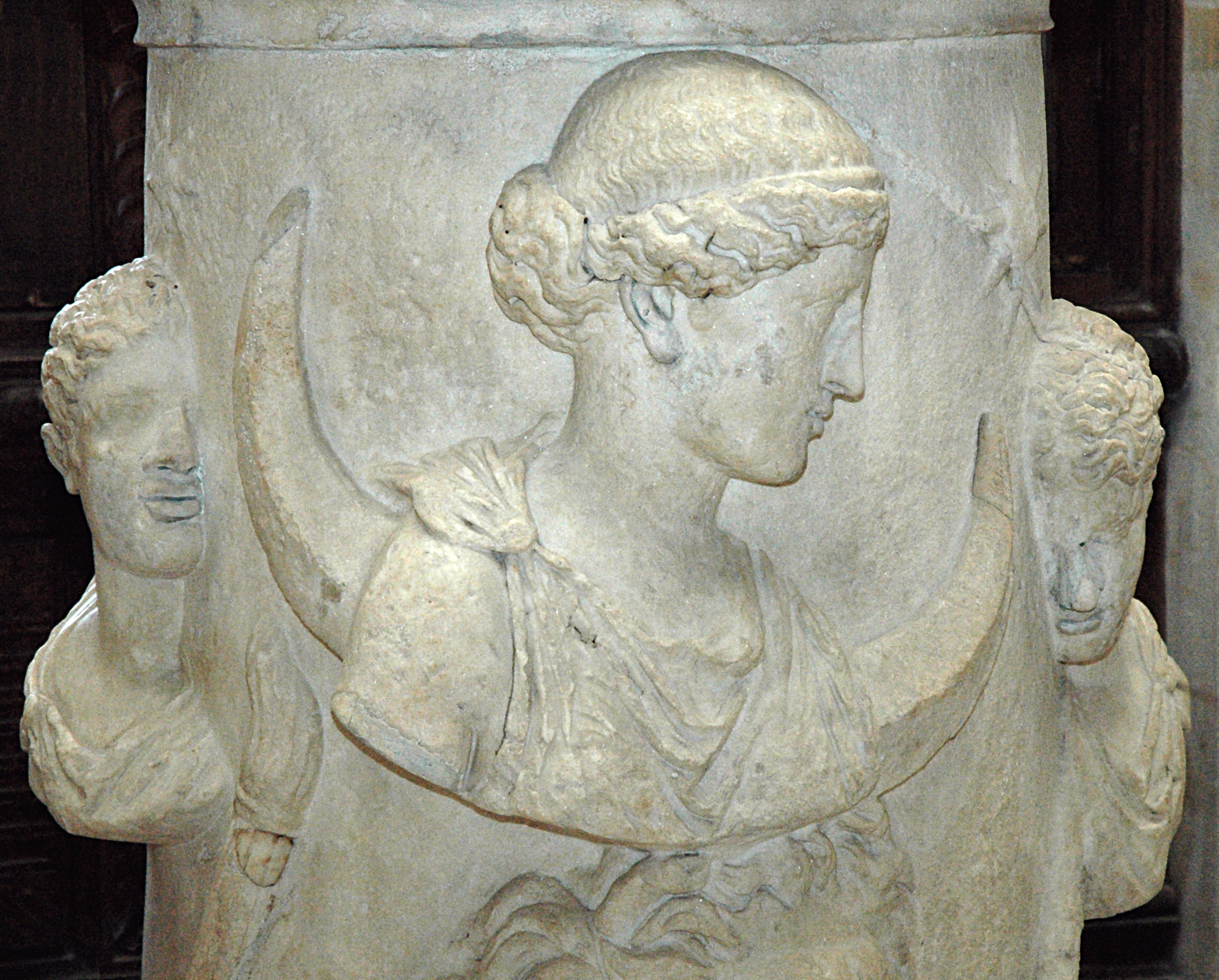
Selene, Hesperos, Phosphoros (Louvre, Paris)

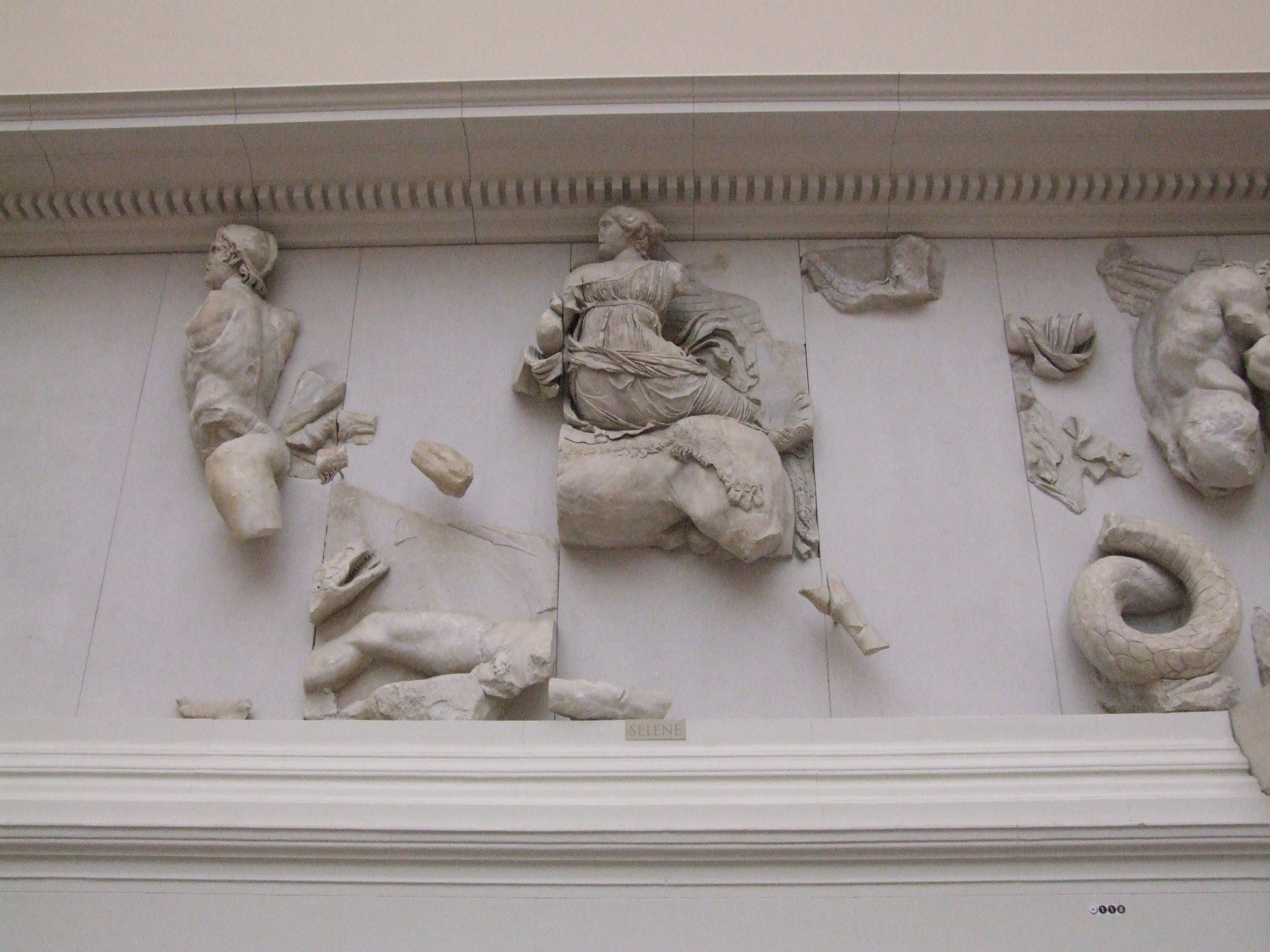
Selene, Pergamonmuseum, Berlin

Selene är en mångudinna inom den grekiska mytologin. Mest känd från myten om Endymion. Selene avbildades ofta åkande i en vagn dragen av två hästar eller vita oxar. Hon är mycket omtyckt bland poeter.

## Släktskap
Enligt de flesta källor är Selene dotter till titanerna Hyperion och Theia. Detta skulle innebära att hon är syster till Helios (solen) och Eos (gryningen). Det finns dock antik litteratur som beskriver henne som dotter till Pallas (kanske titanen Pallas) och Euryphaessia alternativt dotter till Helios eller Zeus.
Selene hade enligt myten många romanser vilket resulterade i ett flertal barn. Gudinnan hade 50 döttrar med Endymion, tre döttrar med Zeus (Pandia, Erse (daggen) och Nemea). Enligt vissa källor resulterade romansen med Zeus i att det nemeiska lejonet föll till jorden.

## Tillbedjan
Selene var inte en av antika Greklands största gudar, men hon tillbads av vissa vid ny- och fullmåne.¹ Hon sågs som en ung kvinna med mycket blekt ansikte. Hon avbildades ofta med en fackla i handen och med en halvmåne som en krona på huvudet. Ibland sitter hon i en vagn dragen av två hingstar eller vita oxar, andra gånger rider hon i stället på djuren.

## Endymion
Uppgifter om vem Endymion var skiftar i olika källor. Ibland beskrivs han som en jägare, andra gånger är han herde, prins eller till och med kung. Ofta är han dessutom son till Zeus och nymfen Kalyke. Enligt myten förförde Selene Endymion när han sov i en grotta. Paret fick 50 döttrar tillsammans (representerar ibland månaderna mellan de olympiska spelen), men Endymion var dödlig och Selene visste att han skulle dö ifrån henne. Här går uppgifterna återigen isär. Några anser att Endymion själv bad Zeus att ge honom evigt liv, men de flesta menar att det var Selene som inte ville att han skulle dö. Enligt de flesta versioner av myten lät i alla fall Zeus Endymion sova i evigheten och varje natt kommer Selene och besöker honom.
Selene har i olika källor olika motiv för att be Zeus om tjänsten. De tre vanligaste är:
- Hon ville inte att han skulle dö ifrån henne.
- Hon stod inte ut med att se honom åldras.
- Hon ville återskapa stunden hon först såg honom.[3]

## Pan
I den grekiska mytologin hade Pan många romanser, men en av de mest berömda var den med Selene. Pan dolde sin identitet med hjälp av en vit fårfäll och lockade in Selene i skogen. Senare ska han också ha gett henne en hjord vita oxar.